# Договір між штатами про пряме голосування
Договір між штатами про пряме голосування (англ. National Popular Vote Interstate Compact) — це угода між деякими штатами США та округом Колумбія про те, як Колегія виборщиків обирає президента Сполучених Штатів. Штати погоджуються віддати всі свої голоси в Колегії виборщиків кандидату, що здобуде найбільшу кількість голосів виборців у всій країні. Ця угода гарантує, що такий кандидат стане президентом. Коли цей результат буде гарантований, угода стане активною.
Станом на 7 червня 2023 до угоди долучились п'ятнадцять штатів і округ Колумбія. Разом вони мають 195 голосів (з 538 загалом) у Колегії виборщиків. Коли угода набере 270 голосів виборщиків, вона стане активною.

## Як працює угода
NPVIC є договором між штатами США. Він стане активним, коли його члени контролюватимуть більшу частину колегії виборщиків. Доки цього не станеться, учасники угоди віддаватимуть голоси своїх виборщиків на президентських виборах так, як вони це роблять зараз. Після того як угода стане активною, вони віддадуть усі свої голоси виборщиків тому, хто набере найбільшу кількість голосів американців у всіх 50 штатах і окрузі Колумбія. (Ця особа виграє «народне голосування»). Таким чином ця людина стане Президентом США.
Конституція США дозволяє конгресам штатів вирішувати, як віддавати свої голоси в колегії виборщиків. Про це йдеться в пункті 2 частини першої статті 2. Конституція не говорить, як саме штати повинні це робити. (Однак 14-та поправка говорить, що штати не можуть дискримінувати деякі групи людей.) Раніше штати використовували різні способи голосування на президентських виборах. Сьогодні майже всі штати віддають усі свої голоси виборщиків кандидату, що здобув найбільшу кількість голосів у цьому штаті, навіть якщо ця кількість менша половини тих, що проголосували. Мен і Небраска розподіляють свої виборчі голоси між виборчими округами з виборів Конгресу США. NPVIC змінює спосіб делегування голосів виборців від штатів, що долучилися до угоди.

## Причини виникнення угоди
У минулому деякі кандидати, що не отримували найбільшої кількості голосів, все одно ставали президентами. Більшість американців хочуть, щоб президентом став той, хто набрав найбільшу кількість голосів, попри те, що два штати, Каліфорнія та Нью-Йорк, по суті, скасовують голоси 43 інших штатів і обмежують вплив цих штатів на результати потенційних кандидатів у президенти. У 2007 році 72 % опитаних американців заявили, що хочуть змінити Колегію виборщиків на пряме голосування. Зокрема, цього бажали 78 % Демократів, 60 % Республіканців і 73 % незалежних виборців. Опитування починаючи з 1944 року показують, що більшість американців хочуть прямого голосування, за винятком 2016 року. Аргументи на користь NPVIC включають:
- Сьогодні кандидат може стати президентом, навіть якщо інший кандидат отримав більше голосів. Це сталося в 1824, 1876, 1888, 2000 і 2016 роках[9]. У 2000 році Ел Гор отримав на 543 895 голосів більше, ніж Джордж Буш. Однак Буш отримав на п'ять голосів виборщиків більше і став президентом. У 2016 році Гілларі Клінтон отримала на 2 868 691 голосів більше, ніж Дональд Трамп, просто тому, що вона перемогла в Каліфорнії з перевагою більш ніж у 3 мільйони голосів. Однак Трамп отримав на 77 голосів виборщиків більше, перемігши в штатах Мічиган, Пенсільванія та Вісконсін.
- Сьогодні найпростіший спосіб виграти вибори — це вести передвиборчу кампанію переважно в кількох штатах, що коливаються. Голосування за кандидатів від Демократів і Республіканців у цих штатах зазвичай дуже близьке. Невелика зміна числа голосів може мати велике значення для Колегії виборщиків. З цієї причини найбільше уваги приділяється проблемам у штатах, що коливаються, а проблемам в інших штатах — набагато менше.[10][11][12] На виборах 2004 року люди, які балотувалися в президенти, витратили три чверті своїх грошей лише в п'яти штатах. Вони взагалі не відвідували та не рекламували себе у 18 штатах.[13]
- Сьогодні менше людей голосує в штатах, які не коливаються. Коли люди знають, хто виграє в їхньому штаті, у них немає причини голосувати.[10][12]. У 2004 році в десятьох штатах, що найбільше коливалися проголосували 64,4 % людей молодше 30 років, які могли голосувати. В інших штатах проголосували лише 47,6 % цих людей.[14]

### Увага кандидатів до штатів
| Реклама та візити кандидатів від Демократів і Республіканців під час останнього періоду перед президентськими виборами 2004 року (26 вересня — 2 листопада 2004 року) Витрати на рекламу з розрахунку на одного виборця: |

Сьогодні люди, які балотуються в президенти, витрачають більшу частину своїх рекламних грошей і уваги у штатах, де результати кандидатів від Республіканців і кандидатів від Демократів очікуються близькими. Інші штати здебільшого ігноруються. Карти тут показують кількість реклами та відвідувань штатів двома лідерами перегонів у 2004 році. Ця кількість поділена на кількість людей у кожному штаті. Люди, які підтримують NPVIC, кажуть, що це змусить кандидатів працювати, щоб отримати голоси в кожному штаті. Люди, які виступають проти NPVIC, кажуть, що штати з невеликою кількістю населення і невеликою кількістю міст не привернуть достатньо уваги.

### Фальшування і штати з близькими результатами Демократів і Республіканців
Деякі люди проти NPVIC, тому що вони остерігаються фальшування. Губернатор дю Пон казав, що легше додати небагато сфальшованих голосів у багатьох місцях, ніж додати багато сфальшованих голосів лише в кількох місцях. Однак National Popular Vote каже, що складання разом всіх голосів у країні ускладнить фальшування. Сьогодні переможця можна визначити дуже невеликою кількістю голосів лише в одному штаті.
Угода NPVIC не передбачає, як повторно рахувати голоси, якщо результат неясний. Кожен штат робить це самостійно. Однак результат для всієї країни може бути близьким, навіть якщо результат у кожному штаті не такий. Люди, які підтримують угоду, кажуть, що близький результат менш імовірний у всій країні, ніж у кожному штаті.

### Штати з великою і малою чисельністю виборців
Люди не дійшли згоди щодо того, чи Колегія виборців допомагає штатам з невеликою кількістю виборців чи штатам з великою кількістю виборців. Колегія виборців не розроблена таким чином, щоб бути пропорційною чисельності населення: штати з невеликою кількістю виборців мають більше голосів виборців в розрахунку на кожного кандидата, ніж штати з великою кількістю населення. Якби Колегія виборщиків була пропорційною, Каліфорнія мала б на 19 % більше влади, ніж зараз. Штати з найменшою кількістю виборців мали б на 30 % менше влади. Однак деякі люди кажуть, що штати з великою кількістю виборців мають більше влади, ніж можна очікувати, оскільки вони контролюють таку кількість голосів виборщиків одночасно. NPVIC дає однакову силу кожному виборцю, незалежно від того, де він живе.

### Сприяння одній партії
Деякі люди вважають, що NPVIC допоможе тій чи іншій політичній партії, що було б несправедливо. П'єр С. дю Пон IV, республіканець, казав, що угода допоможе демократам і людям у містах. Однак Саул Анузіс з Національного комітету Республіканської партії вважає, що угода допоможе республіканцям, оскільки він вважає, що більшість людей ближче до політичних позицій республіканців. Письменник Хендрік Герцберг з The New Yorker казав, що угода не допомагає жодній зі сторін: у минулому кожна зі сторін іноді мала кращу позицію в колегії виборщиків. На останніх п'яти виборах демократи мали кращу позицію на трьох президентських виборах (2004, 2008 та 2012), а республіканці — на двох (2000 та 2016). На чотирьох з цих виборів демократи отримали найбільше голосів у країні.

### Різниця між голосами в штаті та голосами у США в цілому
NPVIC може змусити штат віддати свої голоси виборців тому, хто не набрав найбільшої кількості голосів у цьому штаті. З цієї причини два губернатори (Арнольд Шварценеггер з Каліфорнії та Лінда Лінгл з Гаваїв) припинили приєднання своїх штатів до угоди. (Пізніше обидві ці штати приєдналися до угоди). Люди, які підтримують угоду, кажуть, що кількість голосів в одному штаті не так важлива, як вибір більшості людей у всій країні.

### Приєднання
У 2007 році 42 штати розглядали законопроєкти про приєднання до NPVIC. Одна палата законодавчого органу схвалила відповідні законопроєкти в Арканзасі, Каліфорнії, Колорадо, Іллінойсі, Нью-Джерсі, Північній Кароліні, Меріленді та Гаваях. Меріленд був першим штатом, який приєднався до угоди. Губернатор штату Меріленд Мартін О'Меллі підписав угоду, яка стала законом 10 квітня 2007 року
До угоди приєдналися 15 штатів і округ Колумбія.
Усі 50 штатів розглянули законопроєкти про приєднання до NPVIC. У деяких штатах лише одна палата схвалила угоду: Аризона, Арканзас, Мен, Мічиган, Невада, Північна Кароліна та Оклахома. Меріленд, Нью-Джерсі та Вашингтон мали законопроєкти про вихід з угоди, але вони провалилися.
| Номер            | Штат             | Дата приєднання  | Спосіб приєднання                                   | поточний Виборчий голосів (EV) |
| ---------------- | ---------------- | ---------------- | --------------------------------------------------- | ------------------------------ |
| 1                | Меріленд         | 10 квітня 2007   | Підписано Гур. Мартін О'Меллі                       | 10                             |
| 2                | Нью Джерсі       | 13 січня 2008    | Підписано Гур. Джон Корзайн                         | 14                             |
| 3                | Іллінойс         | 7 квітня 2008    | Підписано Гур. Род Благоєвич                        | 19                             |
| 4                | Гаваї            | 1 травня 2008    | Законодавчий орган скасував вето уряду. Лінда Лінгл | 4                              |
| 5                | Вашингтон        | 28 квітня 2009   | Підписано Гур. Крістін Грегуар                      | 12                             |
| 6                | Массачусетс      | 4 серпня 2010    | Підписано Гур. Девал Патрік                         | 11                             |
| 7                | Округ Колумбія   | 7 грудня 2010    | Підписано мером Адріаном Фенті (див. примітку)      | 3                              |
| 8                | Вермонт          | 22 квітня 2011   | Підписано Гур. Пітер Шумлін                         | 3                              |
| 9                | Каліфорнія       | 8 серпня 2011    | Підписано Гур. Джеррі Браун                         | 54                             |
| 10               | Род-Айленд       | 12 липня 2013    | Підписано Гур. Лінкольн Чейфі                       | 4                              |
| 11               | Нью-Йорк         | 15 квітня 2014   | Підписано Гур. Ендрю Куомо                          | 28                             |
| 12               | Коннектикут      | 24 травня 2018   | Підписано Гур. Даннел Маллой                        | 7                              |
| 13               | Колорадо         | 15 березня 2019  | Підписано Гур. Джаред Поліс                         | 10                             |
| 14               | Делавер          | 28 березня 2019  | Підписано Гур. Джон Карні                           | 3                              |
| 15               | Нью-Мексико      | 3 квітня 2019    | Підписано Гур. Мішель Луджан Грішем                 | 5                              |
| 16               | Орегон           | 12 червня 2019   | Підписано Гур. Кейт Браун                           | 8                              |
| Всього           | Всього           | Всього           | Всього                                              | 195                            |
| Відсоток від 270 | Відсоток від 270 | Відсоток від 270 | Відсоток від 270                                    | 72,2 %                         |